# Table des caractères Unicode/U2000
Cette page contient des caractères spéciaux ou non latins. S’ils s’affichent mal (▯, ?, etc.), consultez la page d’aide Unicode.
Table des caractères Unicode U+2000 à U+206F.

## Ponctuation générale(Unicode 1.1 à 6.3)
Espaces et caractères de ponctuation d’usage général ou mathématique.
Les caractères U+2000 à U+200A et U+205F sont des espaces de chasse fixe et tous sécables ; le caractère U+200B est une espace normalement invisible car sans chasse, mais il reste justifiable (donc parfois visible) et sécable.
Le caractère U+202F est une espace de chasse fixe (et fine), similaire au caractère U+2009 mais insécable ; il correspond à l’espace fine insécable utilisée en typographie française traditionnelle autour de certaines ponctuations, et est normalement préférable à l’espace insécable U+00A0 qui est similaire, mais est souvent trop large.
Le caractère U+2011 est un trait d’union d’aspect normalement semblable au caractère U+2010 mais insécable.
Les caractères U+200B à U+200F, U+2028 à U+202E, U+2060 à U+2064 et U+206A à U+206F sont des caractères de contrôle de format, qui déterminent le rendu ou l’interprétation des caractères voisins, ou contrôlent leurs ligatures, ou facilitent la mise en page du texte. Parmi ces derniers :
- les caractères U+2061 à U+2064 sont des séparateurs ou opérateurs mathématiques significatifs entre deux opérandes, mais normalement invisibles et sans chasse : ils permettent de faire des distinctions sémantiques entre les quatre interprétations possibles de l’absence visible d’opérateur (des préférences typographiques permettent toutefois de parfois de les rendre visibles, sous la forme de l’opérateur auquel chacun d’eux est associé) ;
- l’utilisation des caractères U+206A à U+206F est à éviter : ils ne sont gardés que pour compatibilité avec d’anciennes technologies d’internationalisation qui nécessitaient des substitutions automatiques de certains caractères (tels que les chiffres décimaux ou certaines paires de signes de ponctuation) selon leur contexte, par d’autres caractères et que ces applications ne savaient pas prendre en charge ; il est vivement encouragé d’utiliser plutôt les caractères de substitution attendus.

### Table des caractères
| en fr  | 0       | 1       | 2           | 3       | 4           | 5           | 6           | 7       | 8        | 9        | A              | B      | C     | D     | E     | F              |
| ------ | ------- | ------- | ----------- | ------- | ----------- | ----------- | ----------- | ------- | -------- | -------- | -------------- | ------ | ----- | ----- | ----- | -------------- |
| U+2000 | 1⁄2 CAD | CAD     | ESP 1⁄2 CAD | ESP CAD | ESP 1⁄3 CAD | ESP 1⁄4 CAD | ESP 1⁄6 CAD | ESP TAB | ESP PONC | ESP FINE | ESP ULTRA FINE | ESP SC | AL SC | L SC  | M GàD | M DàG          |
| U+2010 | ‐       | ‑ INSÉC | ‒           | –       | —           | ―           | ‖           | ‗       | ‘        | ’        | ‚              | ‛      | “     | ”     | „     | ‟              |
| U+2020 | †       | ‡       | •           | ‣       | ․           | ‥           | …           | ‧       | SÉP L    | SÉP P    | E GàD          | E DàG  | D FD  | F GàD | F DàG | ESP FINE INSÉC |
| U+2030 | ‰       | ‱       | ′           | ″       | ‴           | ‵           | ‶           | ‷       | ‸        | ‹        | ›              | ※      | ‼     | ‽     | ‾     | ‿              |
| U+2040 | ⁀       | ⁁       | ⁂           | ⁃       | ⁄           | ⁅           | ⁆           | ⁇       | ⁈        | ⁉        | ⁊              | ⁋      | ⁌     | ⁍     | ⁎     | ⁏              |
| U+2050 | ⁐       | ⁑       | ⁒           | ⁓       | ⁔           | ⁕           | ⁖           | ⁗       | ⁘        | ⁙        | ⁚              | ⁛      | ⁜     | ⁝     | ⁞     | ESP MM         |
| U+2060 | GLU MOT | f()     | ×           | ,       | +           |             | I GàD       | I DàG   | I DI     | D ID     | I ES           | A ES   | I FA  | A FA  | SF NA | SF NR          |

### Historique

#### Version initiale Unicode 1.1
| v · d · m | 0       | 1       | 2           | 3       | 4           | 5           | 6           | 7       | 8        | 9        | A              | B      | C     | D     | E     | F     |
| --------- | ------- | ------- | ----------- | ------- | ----------- | ----------- | ----------- | ------- | -------- | -------- | -------------- | ------ | ----- | ----- | ----- | ----- |
| U+2000    | 1⁄2 CAD | CAD     | ESP 1⁄2 CAD | ESP CAD | ESP 1⁄3 CAD | ESP 1⁄4 CAD | ESP 1⁄6 CAD | ESP TAB | ESP PONC | ESP FINE | ESP ULTRA FINE | ESP SC | AL SC | L SC  | M GàD | M DàG |
| U+2010    | ‐       | - INSÉC | ‒           | –       | —           | ―           | ‖           | ‗       | ‘        | ’        | ‚              | ‛      | “     | ”     | „     | ‟     |
| U+2020    | †       | ‡       | •           | ‣       | ․           | ‥           | …           | ‧       | SÉP L    | SÉP P    | E GàD          | E DàG  | D FD  | F GàD | F DàG |       |
| U+2030    | ‰       | ‱       | ′           | ″       | ‴           | ‵           | ‶           | ‷       | ‸        | ‹        | ›              | ※      | ‼     | ‽     | ‾     | ‿     |
| U+2040    | ⁀       | ⁁       | ⁂           | ⁃       | ⁄           | ⁅           | ⁆           |         |          |          |                |        |       |       |       |       |
| U+2060    |         |         |             |         |             |             |             |         |          |          | I ES           | A ES   | I FA  | A FA  | SF NA | SF NR |

#### Compléments Unicode 3.0
| v · d · m | 0 | 1 | 2 | 3 | 4 | 5 | 6 | 7 | 8 | 9 | A | B | C | D | E | F              |
| --------- | - | - | - | - | - | - | - | - | - | - | - | - | - | - | - | -------------- |
| U+2020    |   |   |   |   |   |   |   |   |   |   |   |   |   |   |   | ESP FINE INSÉC |
| U+2040    |   |   |   |   |   |   |   |   | ⁈ | ⁉ | ⁊ | ⁋ | ⁌ | ⁍ |   |                |

#### Compléments Unicode 3.2
| v · d · m | 0       | 1   | 2 | 3 | 4 | 5 | 6 | 7 | 8 | 9 | A | B | C | D | E | F      |
| --------- | ------- | --- | - | - | - | - | - | - | - | - | - | - | - | - | - | ------ |
| U+2040    |         |     |   |   |   |   |   | ⁇ |   |   |   |   |   |   |   |        |
| U+2050    | ⁐       | ⁑   | ⁒ |   |   |   |   | ⁗ |   |   |   |   |   |   |   | ESP MM |
| U+2060    | GLU MOT | f() | × | , |   |   |   |   |   |   |   |   |   |   |   |        |

#### Compléments Unicode 4.0
| v · d · m | 0 | 1 | 2 | 3 | 4 | 5 | 6 | 7 | 8 | 9 | A | B | C | D | E | F |
| --------- | - | - | - | - | - | - | - | - | - | - | - | - | - | - | - | - |
| U+2050    |   |   |   | ⁓ | ⁔ |   |   |   |   |   |   |   |   |   |   |   |

#### Compléments Unicode 4.1
| v · d · m | 0 | 1 | 2 | 3 | 4 | 5 | 6 | 7 | 8 | 9 | A | B | C | D | E | F |
| --------- | - | - | - | - | - | - | - | - | - | - | - | - | - | - | - | - |
| U+2050    |   |   |   |   |   | ⁕ | ⁖ |   | ⁘ | ⁙ | ⁚ | ⁛ | ⁜ | ⁝ | ⁞ |   |

#### Compléments Unicode 5.1
| v · d · m | 0 | 1 | 2 | 3 | 4 | 5 | 6 | 7 | 8 | 9 | A | B | C | D | E | F |  |
| --------- | - | - | - | - | - | - | - | - | - | - | - | - | - | - | - | - |  |
| U+2060    |   |   |   |   |   | + |   |   |   |   |   |   |   |   |   |   |  |

#### Compléments Unicode 6.3
| v · d · m | 0 | 1 | 2 | 3 | 4 | 5 | 6     | 7     | 8    | 9    | A | B | C | D | E | F |
| --------- | - | - | - | - | - | - | ----- | ----- | ---- | ---- | - | - | - | - | - | - |
| U+2060    |   |   |   |   |   |   | I GàD | I DàG | I DI | D ID |   |   |   |   |   |   |